# Northrop Grumman E-8 Joint STARS
Northrop Grumman E-8 Joint Surveillance Target Attack Radar System (Joint STARS) je americký vojenský letoun, který představuje leteckou platformu na velení a řízení bojových operací. Dokáže lokalizovat, identifikovat, klasifikovat, sledovat a zaměřit pozemní cíle a předat tyto informace pomocí datového spojení americkému velení a úderným prvkům na souši, na moři nebo ve vzduchu.

## Vývoj
V 70. letech 20. století měly americké ozbrojené síly zájem o zdokonalené systémy sledování bojiště. To vedlo k vývojovým pracím ohledně vyspělého radaru se syntetickou aperturou (SAR), který by dokázal detailně mapovat zemský povrch. Tento projekt s kódovým označením PAVE MOVER zastřešovala agentura DARPA spolu s americkým letectvem.
V téže době financovala americká armáda vývoj podobného systému sledování bojiště, jehož nosičem by byl vrtulník rodiny Sikorsky H-60. Projekt nesl označení Stand-Off Target Acquisition System (SOTAS), ale náklady na něj byly příliš vysoké a armáda byla nucena ho zrušit. Krátce nato v roce 1982 armáda a letectvo své programy sloučily. Následující dva roky strávily definováním svých požadavků a výsledkem byl systém Joint Surveillance Target Attack Radar System (Joint STARS).
Melbourne Systems Division, divize společnosti Grumman, získala v roce 1985 zakázku na vývoj a výrobu dvou prototypů E-8A, které se staly leteckou platformou pro systém Joint-STARS. První prototyp E-8A se dostal do vzduchu v roce 1988, přičemž oba stroje byly operačně testovány již během války v Zálivu v roce 1991.
Mezitím byla v roce 1990 uzavřena smlouva na výrobu jednoho vylepšeného prototypu ve standardu E-8C, který absolvoval svůj první let v březnu 1994. Dodávky prvních letadel v této verzi začaly v roce 1995.

## Konstrukce

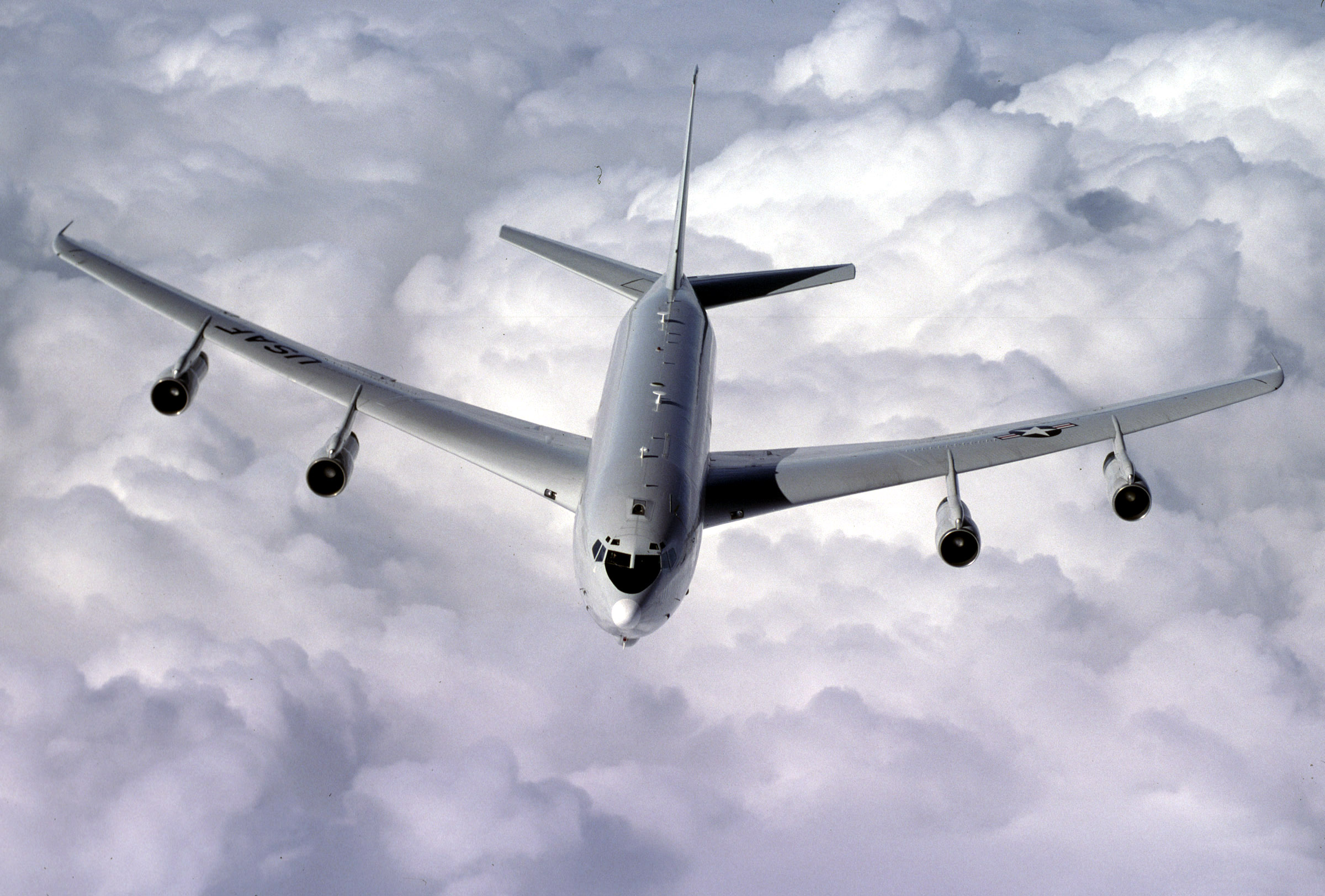
Pohled shora umožňuje vidět otvor pro tankování za letu (za kokpitem)

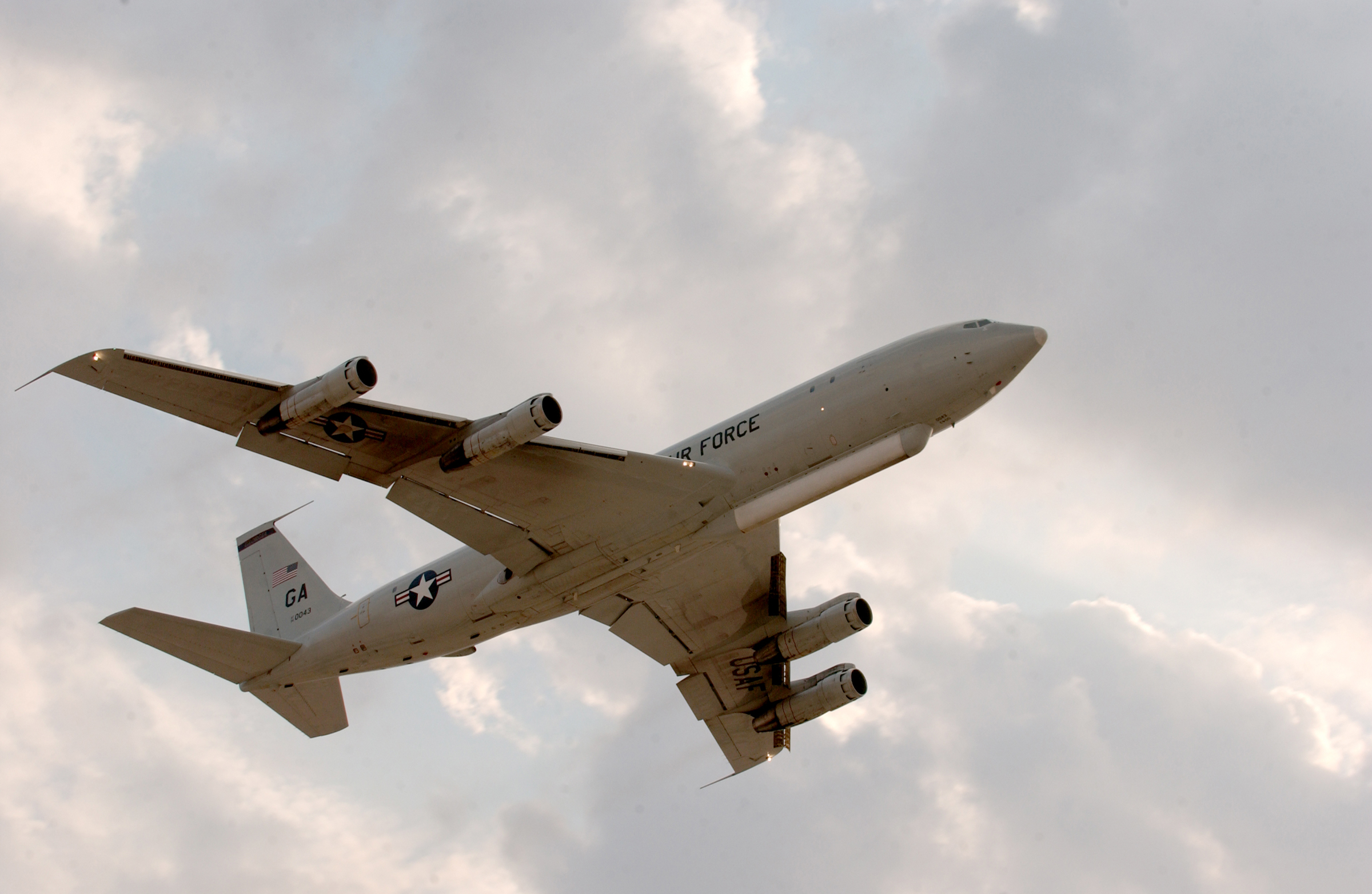
Spodní pohled na kontejner o délce 8 m

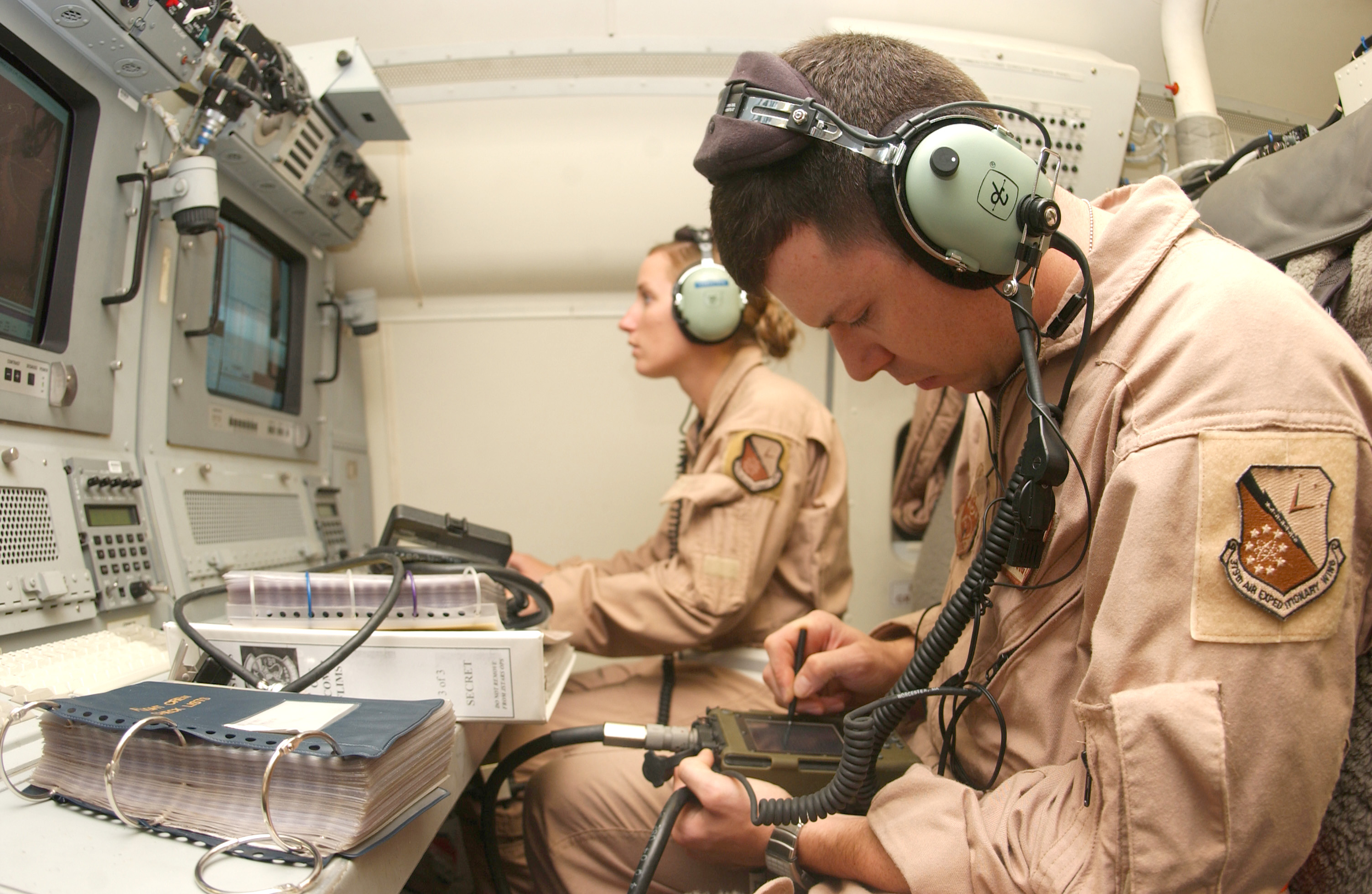
Posádka nahrává software do E-8 během předletové přípravy

E-8 je modifikované civilní letadlo série Boeing 707-300, které je vybaveno speciálním radarem, komunikačními, provozními a řídícími podsystémy. Je charakteristické radomem ve tvaru kanoe, který se nachází ve spodní části trupu a je dlouhý 8 metrů. V něm je umístěna fázová anténa s bočním vyzařováním, která má délku 7,3 metrů.
Radarové a počítačové podsystémy E-8C dokáží shromažďovat a zobrazovat podrobné informace o pozemních silách na bojišti. Informace se přenášejí téměř v reálném čase na pozemní stanice armády a námořního sboru jakož i na jiné uzly velení, řízení a komunikace.
Anténa AN/APY-3 může být nakloněna na obě strany letadla, přičemž má zorné pole 120 stupňů. Dokáže pokrýt téměř 50 000 km² a je schopná detekovat cíle na více než 250 km. Radar má také limitovanou schopnost detekovat helikoptéry jakož i nízko a pomalu letící letadla s pevným křídlem.
AN/APY-3 pracuje ve čtyřech základních provozních režimech:
- Wide-Area Surveillance/Moving Target Indicator (WAS/MTI) - primární režim radaru, ve kterém sleduje pohyblivé pozemní cíle v cílové oblasti s velikostí 512 km². Tento režim zobrazuje jednotlivé typy cílů barevně rozlišené a velitelům poskytuje o dění na bojišti komplexní obraz.
- Sector Search Mode (SSM) - režim, který umožňuje přiblížení a zaměření se na detaily v cílové oblasti o rozloze přibližně 30 x 30 m.
- Attack Planning Mode (APM) - režim, který umožňuje přiblížení s vysokým rozlišením na oblast o rozloze přibližně 12 x 12 km. Používá se při finálním určování cílů, na které se má zaútočit.
- Synthetic Aperture Radar/Fixed Target Indicator (SAR/FTI) - režim, který se používá k vytvoření podrobných map bojové oblasti ve fotografické kvalitě. V režimu SAR má radar dosah až 175 km po obou stranách letadla. Během jediného osmihodinového letu je možné zmapovat milion čtverečních kilometrů.

Dalším vylepšením letounu E-8 v porovnání s civilním Boeingem 707-300 je schopnost tankování paliva za letu. Umožňuje to objímka, která se nachází v horní části trupu za kokpitem. 
V interiéru se nacházejí dvě řady zobrazovacích a ovládacích konzolí pro specializované operátory. Celkově je zde 17 operátorských konzolí a jedna konzole "obranných systémů". Obranné systémy však nezahrnují žádné aktivní protiopatření a skládají se pouze z výstražných senzorů. Při standardní misi se posádka obvykle skládá z 21 osob, ale při dlouho trvajících letech je možné vzít na palubu až 34 lidí. V letadle se kromě kokpitu a operátorských stanovišť nachází také šest lůžek a odpočinková místnost. 

## Operační nasazení

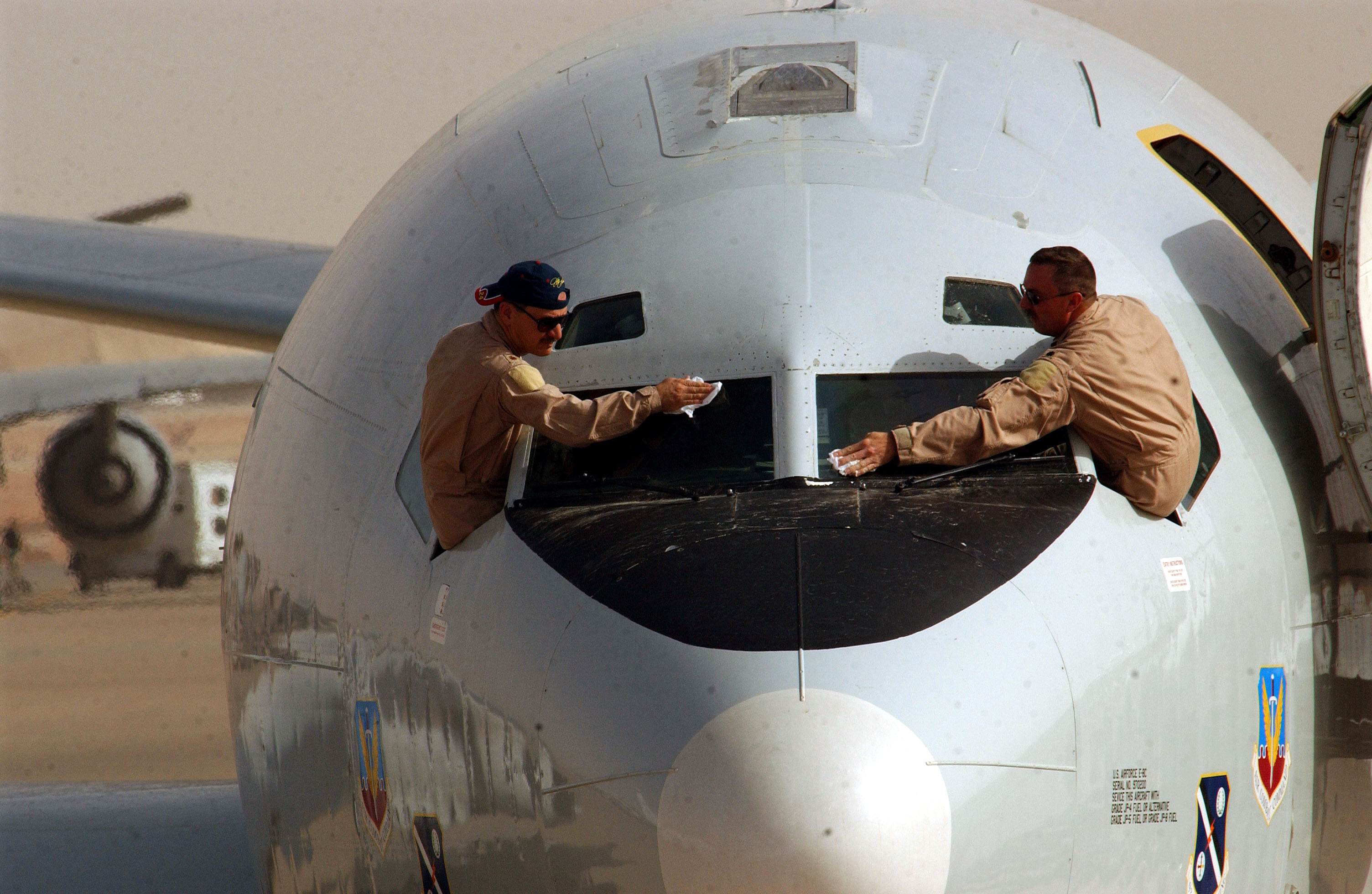
Piloti z Robins Air Force Base čistí skla E-8 před misí v Iráku

První dvě letadla E-8A dorazila 11. ledna 1991 do Rijádu v Saúdské Arábii. Zde se zúčastnila operace Pouštní bouře, jejímž cílem bylo vyhnat irácké jednotky z Kuvajtu. E-8A provedly první misi 14. ledna, což bylo dva dny před začátkem letecké kampaně. Celkově absolvovaly 49 bojových letů, v rámci nichž strávily ve vzduchu více než 500 hodin. I když letadla byla vybavena pouze asi deseti operátorskými konzolami a toto nasazení bylo v zásadě pouze testovací, oba stroje se ukázaly být cennými bojovými prostředky. Snímky z E-4A zmapovaly pohyby iráckých vozidel na tzv. "Dálnici smrti" a přesně je označily pro potřeby leteckého útoku. 
Od prosince 1995 do března 1996 se letadla E-8A a E-8C zúčastnila operace Joint Endeavour, což byla mírová mise NATO v Bosně a Hercegovině. Stroje startovaly ze základny v Německu a absolvovaly 95 letů (více než 1 000 letových hodin). E-8C byly do této operace znovu nasazeny v říjnu 1996, kdy absolvovaly 36 operačních letů s více než 470 letovými hodinami.

## Uživatelé
USA
Letectvo Spojených států amerických - disponují 16 letadly E-8, které se nacházejí na základně Robins.

## Specifikace (E-8C)

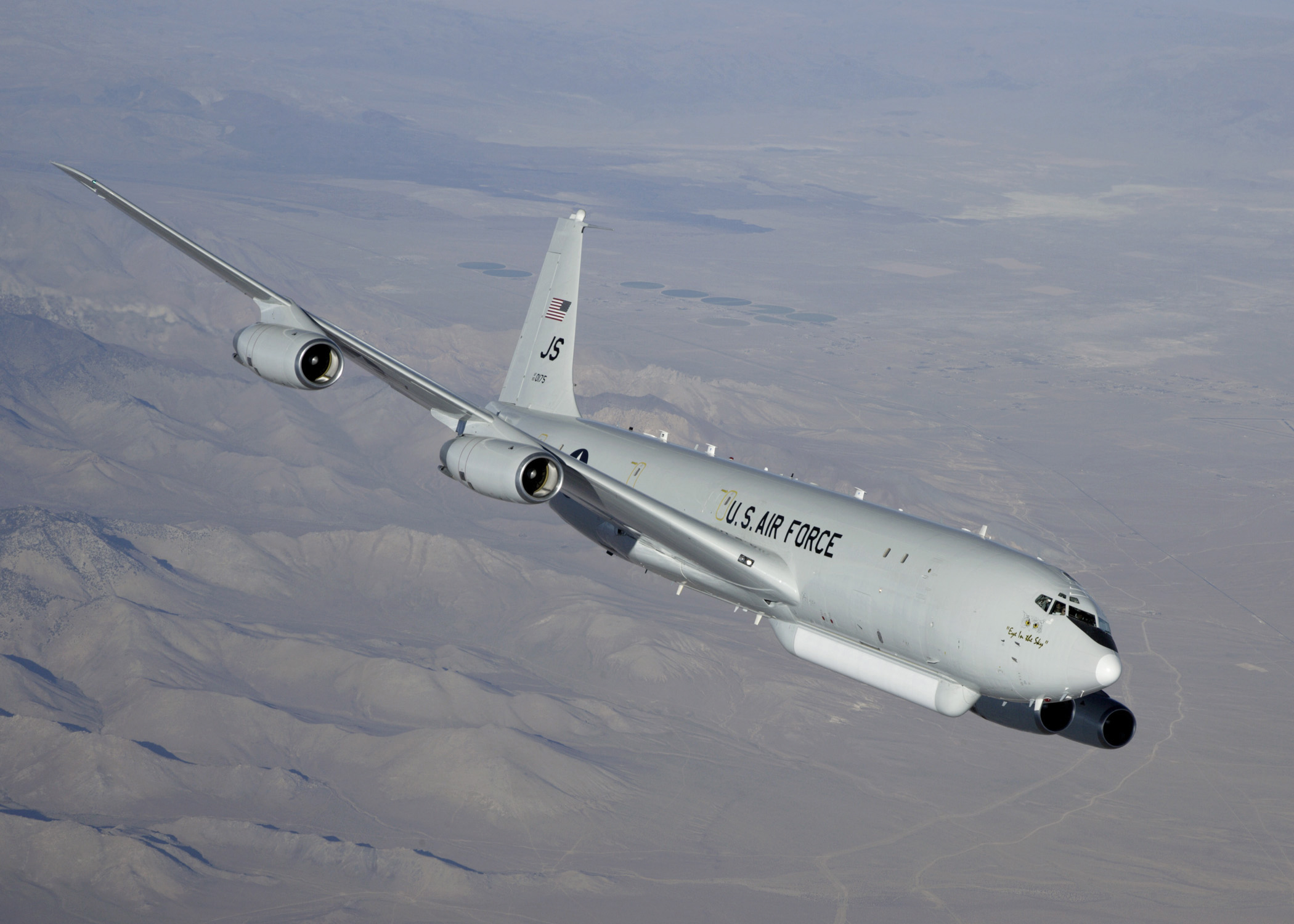
E-8C během testovacího letu s motory JT8D-219

### Technické údaje
- Posádka: 4
- Kapacita: 18 specialistů (závisí na typu mise)
- Rozpětí křídel: 44,4 m
- Délka: 46,6 m
- Výška: 13 m
- Nosná plocha: 283,35 m²
- Prázdná hmotnost: 77 600 kg
- Maximální vzletová hmotnost: 152 400 kg
- Pohonná jednotka: 4× dvouproudový motor Pratt & Whitney TF33-102C, každý o tahu 85 kN (původní motory)
4× dvouproudový motor Pratt & Whitney JT8D-219, každý o tahu 94 kN (po výměně)

### Výkony
- Cestovní rychlost: 945 km/h
- Maximální rychlost: 1000 km/h
- Letová vytrvalost: 11 hodin
- Dostup: více než 12 800 m